# Campionati del mondo di atletica leggera 2009 - Getto del peso maschile
La competizione si è svolta sabato 15 agosto 2009, con le qualificazioni nella sessione mattutina e la finale nella sessione serale.

## Podio
| Pos.    | Atleta             | Nazionalità | Misura  |
| ------- | ------------------ | ----------- | ------- |
| Oro     | Christian Cantwell | Stati Uniti | 22,03 m |
| Argento | Tomasz Majewski    | Polonia     | 21,91 m |
| Bronzo  | Ralf Bartels       | Germania    | 21,37 m |

## Situazione pre-gara

### Record
Prima di questa competizione, il record del mondo (WR) e il record dei campionati (CR) erano i seguenti.
| Record                | Prestazione | Atleta                   | Data                                           | Competizione              |
| --------------------- | ----------- | ------------------------ | ---------------------------------------------- | ------------------------- |
| Record mondiale       | 23,12 m     | Randy Barnes Stati Uniti | 20 maggio 1990 Westwood, Stati Uniti d'America |                           |
| Record dei campionati | 22,23 m     | Werner Günthör Svizzera  | 29 agosto 1987 Roma, Italia                    | Campionati del mondo 1987 |

### Campioni in carica
I campioni in carica, a livello mondiale e continentale, erano:
| Campionessa | Atleta                  | Prestazione | Data                           | Competizione                |
| ----------- | ----------------------- | ----------- | ------------------------------ | --------------------------- |
| Olimpico    | Tomasz Majewski Polonia | 21,51 m     | 15 agosto 2008 Pechino, Cina   | Giochi della XXIX Olimpiade |
| Mondiale    | Reese Hoffa Stati Uniti | 22,04 m     | 22 agosto 2007 Osaka, Giappone | Campionati del mondo 2007   |
| Europeo     | Ralf Bartels Germania   | 21,13 m     | 7 agosto 2006 Göteborg, Svezia | Campionati europei 2006     |

### La stagione
Prima di questa gara, gli atleti con le migliori tre prestazioni dell'anno erano:
| Pos. | Atleta                         | Prestazione | Data                                        |
| ---- | ------------------------------ | ----------- | ------------------------------------------- |
| 1    | Tomasz Majewski Polonia        | 21,95 m     | 30 luglio 2009 Stoccolma, Svezia            |
| 2    | Reese Hoffa Stati Uniti        | 21,89 m     | 7 giugno 2009 Eugene, Stati Uniti d'America |
| 3    | Christian Cantwell Stati Uniti | 21,82 m     | 7 giugno 2009 Eugene, Stati Uniti d'America |

A breve distanza seguiva Daniel Taylor, un altro pesista statunitense, con la misura di 21,78 m.

## Qualificazioni
La qualificazione si è svolta a partire dalle 10:05 UTC+2 del 15 agosto 2009.
Si qualificano per la finale i concorrenti che ottengono una misura di almeno 20,30 m; in mancanza di 12 qualificati, accedono alla finale i primi 12 atleti della qualificazione.
| Pos. | Gruppo | Atleta                       | Nazionalità          | 1ª prova | 2ª prova | 3ª prova | Misura  | Note |
| ---- | ------ | ---------------------------- | -------------------- | -------- | -------- | -------- | ------- | ---- |
| 1    | A      | Tomasz Majewski              | Polonia              | 21,19 m  |          |          | 21,19 m | Q    |
| 2    | A      | Christian Cantwell           | Stati Uniti          | 20,20 m  | 20,63 m  |          | 20,63 m | Q    |
| 3    | A      | Adam Nelson                  | Stati Uniti          | 20,50 m  |          |          | 20,50 m | Q    |
| 4    | B      | Ralf Bartels                 | Germania             | 20,16 m  | x        | 20,41 m  | 20,41 m | Q    |
| 5    | B      | Reese Hoffa                  | Stati Uniti          | 20,23 m  | 19,90 m  | x        | 20,23 m | q    |
| 6    | A      | Miroslav Vodovnik            | Slovenia             | 19,80 m  | 20,22 m  | 20,05 m  | 20,22 m | q    |
| 7    | A      | Peter Sack                   | Germania             | 20,09 m  | 20,20 m  | 19,98 m  | 20,20 m | q    |
| 8    | B      | Carl Myerscough              | Regno Unito          | 20,17 m  | x        | 19,79 m  | 20,17 m | q    |
| 9    | A      | Pavel Sofin                  | Russia               | x        | 20,07 m  | 20,16 m  | 20,16 m | q    |
| 10   | A      | Hamza Alić                   | Bosnia ed Erzegovina | x        | 20,01 m  | 20,10 m  | 20,10 m | q    |
| 11   | A      | Sultan Abdulmajeed Alhabashi | Arabia Saudita       | 19,91 m  | x        | 20,04 m  | 20,04 m |      |
| 12   | A      | Justin Anlezark              | Australia            | 19,94 m  | 19,41 m  | 19,33 m  | 19,94 m |      |
| 13   | B      | Taavi Peetre                 | Estonia              | 19,91 m  | 19,79 m  | 19,69 m  | 19,91 m |      |
| 14   | A      | Māris Urtāns                 | Lettonia             | 19,89 m  | x        | x        | 19,89 m |      |
| 15   | A      | Dylan Armstrong              | Canada               | 19,46 m  | 19,86 m  | x        | 19,86 m |      |
| 16   | B      | Marco Fortes                 | Portogallo           | 18,70 m  | x        | 19,81 m  | 19,81 m |      |
| 17   | B      | Manuel Martínez              | Spagna               | 19,74 m  | 19,80 m  | 19,73 m  | 19,80 m |      |
| 18   | B      | Antonín Žalský               | Rep. Ceca            | 19,63 m  | 19,46 m  | 19,77 m  | 19,77 m |      |
| 19   | B      | Juryj Bjaloŭ                 | Bielorussia          | 19,38 m  | 19,75 m  | 19,35 m  | 19,75 m |      |
| 20   | B      | Asmir Kolašinac              | Serbia               | 19,62 m  | 19,67 m  | x        | 19,67 m |      |
| 21   | B      | Lajos Kürthy                 | Ungheria             | 19,16 m  | 19,64 m  | x        | 19,64 m |      |
| 22   | A      | Carlos Véliz                 | Cuba                 | 18,82 m  | 19,62 m  | 19,48 m  | 19,62 m |      |
| 23   | B      | Scott Martin                 | Australia            | 19,16 m  | 19,52 m  | 19,45 m  | 19,52 m |      |
| 24   | B      | Daniel Taylor                | Stati Uniti          | x        | x        | 19,39 m  | 19,39 m |      |
| 25   | B      | Yves Niaré                   | Francia              | x        | x        | 19,37 m  | 19,37 m |      |
| 26   | B      | David Storl                  | Germania             | 19,19 m  | x        | 19,18 m  | 19,19 m |      |
| 27   | A      | Nedžad Mulabegović           | Croazia              | 19,15 m  | x        | x        | 19,15 m |      |
| 28   | A      | Valeriy Kokoyev              | Russia               | 18,02 m  | 19,13 m  | 18,90 m  | 19,13 m |      |
| 29   | B      | Maksim Sidorov               | Russia               | 18,92 m  | 18,77 m  | x        | 18,92 m |      |
| 30   | A      | Yasser Ibrahim Farag         | Egitto               | 18,40 m  | 18,69 m  | 18,54 m  | 18,69 m |      |
| 31   | A      | Borja Vivas                  | Spagna               | 17,70 m  | 18,38 m  | x        | 18,38 m |      |
| 32   | B      | Georgi Ivanov                | Bulgaria             | 18,11 m  | x        | x        | 18,11 m |      |
| 33   | A      | Adriatik Hoxha               | Albania              | 15,78 m  | 15,89 m  | x        | 15,89 m |      |
|      | B      | Germán Lauro                 | Argentina            | x        | x        | x        | nm      |      |
| dq   | B      | Andrėj Michnevič             | Bielorussia          | 20,65 m  |          |          | 20,65 m | Q    |
| dq   | A      | Pavel Lyzhyn                 | Bielorussia          | x        | 20,72 m  |          | 20,72 m | Q    |

## Finale
La finale si è svolta a partire dalle 20:15 UTC+2 del 15 agosto 2009 ed è terminata dopo un'ora circa.
| Pos.    | Atleta             | Nazionalità          | 1ª prova | 2ª prova | 3ª prova | 4ª prova | 5ª prova | 6ª prova | Misura  | Note                                     |
| ------- | ------------------ | -------------------- | -------- | -------- | -------- | -------- | -------- | -------- | ------- | ---------------------------------------- |
| Oro     | Christian Cantwell | Stati Uniti          | 21,54 m  | 20,72 m  | 21,03 m  | 21,21 m  | 22,03 m  | -        | 22,03 m | Miglior prestazione mondiale stagionale  |
| Argento | Tomasz Majewski    | Polonia              | 21,36 m  | 21,19 m  | 20,80 m  | 21,68 m  | 21,91 m  | 21,18 m  | 21,91 m |                                          |
| Bronzo  | Ralf Bartels       | Germania             | 20,35 m  | 20,18 m  | 21,37 m  | 20,80 m  | 20,94 m  | 21,20 m  | 21,37 m | Miglior prestazione personale            |
| 4       | Reese Hoffa        | Stati Uniti          | 21,02 m  | x        | 20,95 m  | 21,14 m  | 20,97 m  | 21,28 m  | 21,28 m |                                          |
| 5       | Adam Nelson        | Stati Uniti          | 21,11 m  | 20,93 m  | x        | x        | x        | x        | 21,11 m | Miglior prestazione personale stagionale |
| 6       | Miroslav Vodovnik  | Slovenia             | 19,60 m  | 19,50 m  | 20,50 m  | x        | 19,82 m  | 20,14 m  | 20,50 m | Miglior prestazione personale stagionale |
| 7       | Hamza Alić         | Bosnia ed Erzegovina | 20,00 m  | x        | 19,80 m  |          |          |          | 20,00 m |                                          |
| 8       | Pavel Sofin        | Russia               | 19,89 m  | 19,69 m  | 19,85 m  |          |          |          | 19,89 m |                                          |
| 9       | Carl Myerscough    | Regno Unito          | 18,42 m  | x        | x        |          |          |          | 18,42 m |                                          |
|         | Peter Sack         | Germania             | x        | x        | x        |          |          |          | NM      |                                          |
| dq      | Andrėj Michnevič   | Bielorussia          | 20,34 m  | 20,31 m  | 20,62 m  | 20,74 m  | 20,54 m  | x        | 20,74 m |                                          |
| dq      | Pavel Lyzhyn       | Bielorussia          | x        | 20,98 m  | x        | x        | x        | x        | 20,98 m |                                          |